# Kermit Cintrón
Kermit Cintrón (* 22. Oktober 1979 in Carolina) ist ein puerto-ricanischer Profiboxer und ehemaliger Weltmeister der IBF im Weltergewicht.

## Werdegang
Kermit Cintrón kam im Alter von acht Jahren mit seinen beiden Brüdern Harold und Jason in die USA und lebte bei seinem Onkel Benjamin Serrano in Warminster Township, Pennsylvania. Ihr Vater hatte die drei Kinder in die USA geschickt, nachdem deren Mutter an Krebs gestorben war und er sich anschließend finanziell nicht mehr um sie kümmern konnte. Als Kermit 13 Jahre alt war, verstarb auch sein Vater durch einen Herzinfarkt. Kermit begann anschließend motiviert durch seinen Onkel, einem ehemaligen Profiboxer, mit dem Boxsport. Zuvor hatte er sich auch als Ringer betätigt.
Nach weniger als 30 Amateurkämpfen, wechselte er im Jahr 2000 ins Profilager. Er gewann 24 Kämpfe in Folge, davon 22 vorzeitig. Daraufhin boxte er am 23. April 2005 in Las Vegas um die WBO-Weltmeisterschaft im Weltergewicht gegen Antonio Margarito, musste jedoch vier Niederschläge hinnehmen und verlor den Kampf durch t.K.o. in der fünften Runde.
Nach zwei folgenden Siegen erhielt er am 28. Oktober 2006 in Palm Beach die Chance, um die vakante Weltmeisterschaft der IBF im Weltergewicht zu kämpfen. Er besiegte dabei den Kalifornier Mark Suárez durch t.K.o. in der fünften Runde. Anschließend verteidigte er den Titel im Juli 2007 gegen Walter Matthysse sowie im November 2007 gegen Jesse Feliciano. Am 12. April 2008 kam es zum Rückkampf mit Antonio Margarito, den Cintrón durch K. o. in der sechsten Runde verlor.
Ein Punktesieg gegen den Black Panther Lovemore N’dou im November 2008, ermöglichte ihm eine WBC-Titelchance im Halbmittelgewicht gegen Sergio Martínez. Martínez dominierte den Kampf im Februar 2009 und erzielte deutlich mehr Treffer (151:103), während Cintrón einen blutigen Cut über dem linken Auge erlitt und in Runde 7 zu Boden ging und angezählt wurde. Cintrón kam zwar erst bei 10 unter Schlagwirkung leidend hoch und wurde vom Ringrichter abgewunken, doch anschließend behauptete Cintrón, er sei durch einen Kopfstoß zu Boden geschickt worden und beschwerte sich heftig über den Kampfabbruch. Nach einigen Tumulten in und außerhalb des Ringes wurde der Kampf schließlich fortgesetzt, da Ringrichter Frank Santore plötzlich behauptete, Cintrón sei bei 9 bereits wieder auf den Beinen gewesen und er (Santore) hätte den Kampf gar nicht abgebrochen. In der Zeitlupen-Wiederholung war jedoch deutlich zu sehen, das die Schlagwirkung durch eine starke Linke zur Schläfe entstanden war und sich die Köpfe der beiden nie berührten. In der letzten Runde erhielt Martínez noch einen Punktabzug wegen Schlagens auf den Hinterkopf, wodurch es zu einem kontroversen Unentschieden kam.
Im Mai 2009 besiegte er den ungeschlagenen Mexikaner Alfredo Angulo einstimmig nach Punkten. Ein Jahr später boxte er in Kalifornien gegen Paul Williams, flog dabei in der vierten Runde aus dem Ring und konnte anschließend nicht weiterkämpfen. Nach Auswertung der Punktezettel, wurde Williams zum Sieger erklärt. Eine weitere Niederlage erlitt er im Juli 2011 gegen Carlos Molina. Am 26. November 2011 kämpfte er in Mexiko gegen Saúl Álvarez um die Weltmeisterschaft der WBC im Halbmittelgewicht, verlor jedoch durch t.K.o. in Runde 5.